# Szentlőrinckáta
Szentlőrinckáta là một thị trấn thuộc hạt Pest, Hungary. Thị trấn này có diện tích 20,15 km², dân số năm 2010 là 1954 người, mật độ 97 người/km².